# José Álvarez (gobernador de Yucatán)
José Álvarez (17?? - ?) fue un militar y político novohispano. Fue gobernador sustituto de la Capitanía General de Yucatán, en el virreinato de Nueva España, en dos ocasiones: en el año de 1763 y un año después en 1764-1765. Era entonces rey de España Carlos III. En ambos casos se hizo cargo de la administración pública de la provincia por el hecho de que era teniente de rey en Campeche y a él correspondió sustituir a los gobernadores salientes Antonio Ainz de Ureta y Felipe Ramírez de Estenoz.

## Datos históricos
A la muerte por enfermedad de José Crespo y Honorato en noviembre de 1762, ocupó el cargo de gobernador Antonio Ainz de Ureta que era teniente de rey en Campeche. Este fue reemplazado por José Álvarez eñ 17 de junio de 1763 quien tenía también el cargo de teniente de rey. Álvarez se trasladó a Mérida, Yucatán y ejerció el mando político de la provincia hasta el 24 de diciembre del mismo año, cuando llegó a Yucatán el mariscal de campo Felipe Ramírez de Estenoz, quien había sido designado por mandato real, capitán general y gobernador de la provincia.
Pero sucedió que Ramírez de Estenoz llegó a Yucatán enfermo y murió antes de que su administración cumpliera un año, de tal manera que el coronel Álvarez volvió a hacerse cargo de la gubernatura, otra vez de manera interina, el 11 de noviembre de 1764.
Durante su término, Álvarez se afano en las construcciones de extensas fortificaciones defensivas como fuertes de mampostería costeros y navales. También se enfoco en fortalecer la presencia de la Iglesia Católica en la región. Adicionalmente, recibió en 1765 al viajero y explorador inglés James Cook que exploraba las Honduras Británica a petición del entonces gobernador de la colonia inglesa de Jamaica, Sir William Burnaby.
Finalmente, Álvarez entregó el mando el 6 de diciembre de 1765 a Cristóbal de Zayas quien llegó a Yucatán con credenciales otorgadas desde la Ciudad de México por el entonces virrey de la Nueva España Joaquín Juan de Montserrat y Cruïlles.